# Mordsfreunde – Ein Taunuskrimi
Mordsfreunde ist ein deutscher Fernsehfilm aus dem Jahr 2014. Die Literaturverfilmung basiert auf dem gleichnamigen Roman von Nele Neuhaus und ist die dritte Folge der Krimiserie Der Taunuskrimi.

## Handlung
Den Ermittlern Pia Kirchhoff und Oliver von Bodenstein offenbart sich ein makaberes Puzzle: In einem Zoo werden Leichenteile an verschiedenen Stellen aufgefunden. Der ursprünglich Verdächtige scheidet schnell aus, denn er ist selbst das Mordopfer. Es ist der Gymnasiallehrer Hans-Ulrich Pauly. Sein Engagement für den Tier- und Naturschutz schaffte ihm viele Freunde, aber auch viele Feinde. Mindestens einer von ihnen schien es sehr ernst zu meinen.
Pia Kirchhoff und Oliver von Bodenstein tasten sich in das soziale Umfeld des Ermordeten vor und stoßen auf ein komplexes Beziehungsgeflecht. Viele Spuren führen in die achtziger Jahre und reichen in die Gegenwart. Paulys damalige Kommilitonen und WG-Mitbewohner sind heute die Honoratioren der Stadt, und ihre Kinder waren seine Schüler. Als Aktivisten verbindet sie mehr mit ihm als eine einfache Schüler-Lehrer-Beziehung.
Spannungen aus der dreißig Jahre alten Vergangenheit sowie ein Todesfall und eine Verurteilung in dieser Zeit scheinen der Schlüssel für den Mord an Pauly zu sein. Seine ehemaligen Kommilitonen wurden zu Feinden und schließlich zeigt sich, dass der Lehrer seine Schüler letztlich nur ausnutzt und aufhetzt, um gegen deren Eltern vorzugehen. Auch sein ehemaliger hochbegabter Schüler Tarek erkennt, dass Pauly ihn für seine Zwecke missbraucht. Schließlich stellt sich heraus, dass nicht wie anfangs verdächtigt Paulys ehemalige Freunde, unter denen sich auch der Zoodirektor befindet, für seinen Tod verantwortlich sind, sondern Tarek. Kurz nachdem er auch Pia Kirchhoff entführt hat, kann er gefunden werden und bringt sich schlussendlich selbst um.

## Hintergrund
Nachdem die ZDF-Taunus-Krimireihe mit Schneewittchen muss sterben im Februar 2013 (6,91 Millionen Zuschauer sowie 19,9 Prozent Marktanteil) erfolgreich gestartet war, sendete das ZDF mit Mordsfreunde am 20. Oktober 2014 die dritte Verfilmung eines Romans von Nele Neuhaus.
Mit Mordsfreunde wurde das zweite Buch der Bodenstein-&-Kirchhoff-Reihe verfilmt.

## Kritik
Rainer Tittelbach von tittelbach.tv fand wenig lobende Worte und meinte: „‚Mordsfreunde‘ ist nur einen Tick besser als die grauenhaften Vorgänger-Episoden. Das liegt vor allem an der flotteren Inszenierung und der geringeren dialogischen Stilblütendichte. Die Geschichte mit ihrer Handlungs- und Figurenfülle bleibt dramaturgisch aber unterste Schublade. […] Am Ende dreht Rosenmüller zu sehr an der Schraube, was in Kombination mit einem aufgesetzt dramatischen Finale für unfreiwillige Komik sorgt.“
Bei der Frankfurter Neuen Presse schrieb Ulrich Feld: „Mit Verfilmungen von Bestsellern ist das so eine Sache und speziell dann, wenn ein Roman wie bei Nele Neuhaus üblich einen großen Umfang hat. Hunderte von Seiten lassen sich nun mal oft nicht ohne Einbußen in 90 Minuten erzählen: Mancherlei Zusammenhänge gehen unter, Hintergründe kommen zu kurz oder Figuren nicht richtig zur Geltung. So auch hier.“
Die Kritiker der Frankfurter Rundschau fanden den Film „nach einem steilen Einstieg ziemlich bieder und mäßig glaubwürdig.“